# Henri Zeller
Henri Zeller, francoski general, * 1896, † 1971.